# کوه آتاگو
کوه آتاگو (به ژاپنی: 愛宕山 Atago-yama/san) کوهی به ارتفاع ۹۲۴ متر در اوکیو، کیوتو در شهر کیوتو در استان کیوتو در ژاپن است. معبد آتاکو در بالای این کوه قرار دارد.